# Мужская сексуальность

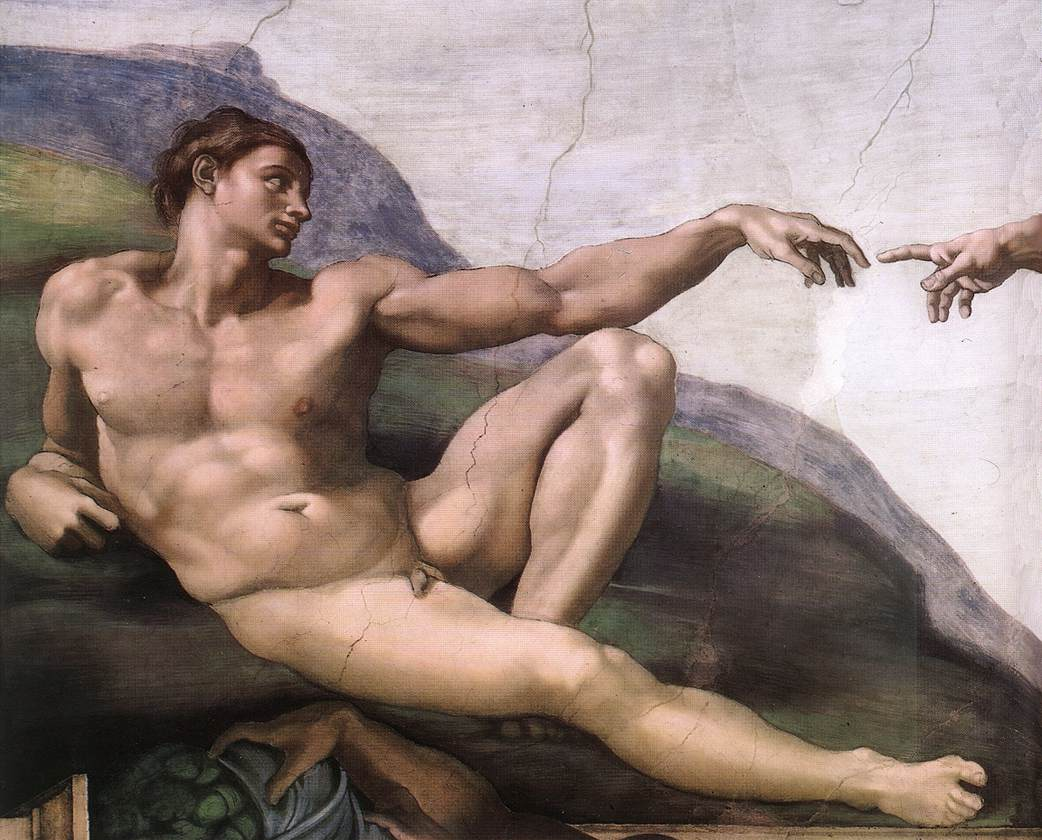
Фрагмент фрески Микеланджело «Сотворение Адама»

Мужская сексуальность охватывает широкий спектр чувств и поведенческих особенностей. Чувство влечения у мужчин может быть вызвано различными физическими и социальными особенностями их потенциального партнера. Сексуальное поведение мужчин может зависеть от многих факторов, включая развитые предрасположенности, индивидуальные особенности, воспитание и культуру. В то время как большинство мужчин гетеросексуально, существует также значительное меньшинство гомосексуалов или в той или иной степени бисексуалов.

## Сексуальное влечение

### Физические факторы
Исследования показывают, что мужчин, как правило, привлекают молодые женщины с определённой симметрией тела. Симметрия лица и женственность также связаны с привлекательностью. Мужчины обычно находят привлекательной женскую грудь, и это утверждение справедливо для различных культур. Предпочтение женщин со светлой кожей было задокументировано во многих культурах.
Женщины с относительно низким соотношением талии и бедер считаются более привлекательными. Точное соотношение варьируется в разных культурах, в зависимости от роли женщин в местной культуре. В западных культурах предпочтительным является значение 0,7. Другие возможные физические факторы привлекательности включают низкий индекс массы тела, маленькую окружность талии, более длинные ноги и большую кривизну (изгиб) поясницы. Предпочтение стройного или полного телосложения зависит от культуры. В бедных странах, где еды мало, полнота ассоциируется с более высоким статусом и является более привлекательной, однако для богатых стран это утверждение неверно.
Мужчины обычно предпочитают, чтобы их жены были моложе их, но насколько именно, зависит от культуры. Пожилые мужчины предпочитают большую разницу в возрасте, в то время как мужчины-подростки предпочитают женщин немного старше их.
Точная степень, в которой внешний вид считается важным при выборе долгосрочного партнера, варьируется в разных культурах.

### Нефизические факторы
Выбирая долгосрочных партнеров, и мужчины, и женщины желают иметь умных, добрых, понимающих и здоровых. Они также отдают предпочтение партнерам, которые имеют схожие ценности, взгляды, личностные и религиозные убеждения.
Важность добрачного целомудрия сильно варьируется в зависимости от культуры, а также религиозных убеждений и сексуальной ориентации человека. В западной культуре важность и ценность целомудрия среди гетеросексуальных людей с течением времени снижалась. В 1939 году среди 18 различных атрибутов целомудрие было поставлено на 10-е место, а в 1990 году — только на 17-е место.

## Сексуальное поведение
На сексуальное поведение мужчин влияют многие факторы. К ним относятся эволюционировавшие тенденции, такие как повышенный интерес к случайному сексу, а также индивидуальные и социальные факторы, связанные с воспитанием, личностью и статусом отношений.

### Интерес к случайному сексу
По сравнению с женщинами, мужчины проявляют больший интерес к случайному сексу. В среднем мужчины выражают большее желание иметь разных сексуальных партнеров, предпочитают меньше времени тратить на поиск партнера для секса, имеют более богатые сексуальные фантазии с участием разных сексуальных партнеров, считают сигналы о сексуальной эксплуатации привлекательными для кратковременного спаривания, испытывают больше сожаления по поводу упущенных возможностей заняться сексом, имеют большее количество внебрачных связей и с большей частотой ищут знакомств и друзей с целью получения личной выгоды, а также чаще посещают проституток.

### Воспитание и личность
В одном исследовании было выявлено несколько факторов, влияющих на возраст первого полового акта среди молодежи в возрасте 13—18 лет. Те из семей, в которых присутствовали оба родителя из высокого социально-экономического положения, которые лучше учились в школе, были более религиозными, имели более высокие родительские инвестиции и чувствовали, что их родители заботятся о них, показали гораздо более низкий уровень сексуальной активности во всех возрастных группах, участвовавших в исследовании. Напротив, люди с более высоким уровнем гордости за свое тело демонстрировали более высокий уровень сексуальной активности.

### Социосексуальность
Мужчины, состоящие в серьезных отношениях, имеют ограниченную социосексуальную ориентацию и будут иметь другое сексуальное поведение по сравнению с мужчинами, имеющими неограниченную социосексуальную ориентацию. Мужчины с ограниченной социосексуальной ориентацией будут менее охотно заниматься сексом вне своих постоянных отношений и будут вести себя в соответствии со своим желанием обязательств и эмоциональной близости со своим партнером.
Мужчины с социально-сексуальными ограничениями реже подходят к женщинам с более низким соотношением талии и бедер (0,68—0,72), которые обычно считаются более физически привлекательными.

### Родительский вклад
Элизабет Кэшдан предположила, что стратегии спаривания у обоих полов различаются в зависимости от того, сколько родительских инвестиций (вклада) получает мужчина, и предоставила подтверждение своим гипотезам в исследовании.
Когда мужчины ожидают (получают) высокого уровня родительского вклада, они будут пытаться привлечь женщин, подчеркивая свою способность вкладываться. Кроме того, мужчины, которые планируют инвестировать, с большей вероятностью будут подчеркивать свое целомудрие и верность, чем мужчины, которые не планируют инвестировать.
Мужчины, ожидающие (получающие) низких родительских инвестиций, будут выставлять напоказ свою сексуальность перед женщинами. Кэшдан также отмечает, что мужчины, получающие высокий уровень родительского вклада, в большей степени подчёркивают своё целомудрие и верность в отношениях. Она также полагает, что такой тип поведения является более выгодным, иначе бы не существовало полового отбора.

### Уверенность в отцовстве
Уверенность в отцовстве — степень, с которой мужчина знает или верит, что ребенок от женщины — его.
В полигамных обществах мужчины испытывают большую сексуальную ревность, когда существует низкая уверенность в отцовстве. Это потому, что они не хотят рисковать, тратя время, энергию и ресурсы на ребенка, который им не принадлежит.
Социально-экономические различия между культурами также влияют на уверенность в отцовстве. В стране с «высокой плодовитостью», такой как Намибия, 96 % мужчин проявляют сексуальную ревность.
Кроме того, существует большая вероятность потери отцовства и неопределенности в отношении отцовства при недостатке средств контрацепции.

### Сексуальное насилие
Мужчины гораздо чаще совершают акты сексуального насилия, чем женщины. Возможно, изнасилование является неадаптивным побочным продуктом других эволюционировавших механизмов, таких как стремление к сексуальному разнообразию и секс без вложений, и общая способность к проявлению физической агрессии. Мужские гендерные роли и чувство «естественного и сексуального права», которые обычно поддерживаются в патриархальных и гетеронормативных обществах, предсказывают отношение и поведение мужчин, связанные с изнасилованием. Однако, возможно, эволюционный отбор в среде предков в некоторых случаях благоприятствовал мужчинам, которые насиловали, в результате чего само изнасилование превратилось в институт социальной адаптации и с течением времени стало институционализированной нормой. Ученые из нескольких областей науки критиковали эту гипотезу. Дэвид Басс утверждает, что четких доказательств в любом случае не хватает.

## Гомосексуальность

### Сексуальная ориентация и сексуальная идентичность
Сексуальная ориентация относится к относительному влечению человека к мужчинам, женщинам или к обоим полам. Большинство исследователей, изучающих сексуальную ориентацию, фокусируется на моделях влечения, а не на поведении или идентичности, потому что культура влияет на выражение поведения или идентичности, и именно влечение формирует поведение и идентичность, а не наоборот.
Помимо гетеросексуальности или гомосексуальности, люди могут быть любой степени бисексуальности. Бейли и другие учёные заявили, что они выявили, что во всех культурах подавляющее большинство людей сексуально предрасположено исключительно к другому полу, а меньшинство сексуально предрасположено к тому же полу, независимо от того, исключительно к другому или в какой-либо степени. 
Согласно западным опросам, около 93 % мужчин идентифицируют себя как полностью гетеросексуальные, 4 % — как в основном гетеросексуальные, 0,5 % — как более равномерно бисексуальные, 0,5 % — как в основном гомосексуальные и 2 % — как полностью гомосексуальные. Анализ 67 исследований показал, что распространенность секса между мужчинами в течение жизни (независимо от ориентации) составляла 3—5 % для Восточной Азии, 6—12 % для Южной и Юго-Восточной Азии, 6—15 % для Восточной Европы и 6—20 % для Латинской Америки. Всемирная организация здравоохранения оценивает распространенность мужчин, занимающихся сексом с мужчинами, во всем мире как составляющую от 3 до 16 %.
Сексуальную ориентацию можно измерить с помощью самоотчёта или физиологически. Существует множество физиологических методов, включая измерение эрекции полового члена во время просмотра порнографических материалов, МРТ и измерение расширение зрачков. У мужчин все они демонстрируют высокую степень корреляции с показателями самоотчёта, включая мужчин, которые считают себя «в основном натуралами» или «в основном геями».
То, какое влияние гомосексуальность оказывает на социальную идентичность человека, варьируется в разных культурах. Вопрос о том, как именно в культурах разных стран на протяжении всей истории понималось гомосексуальное влечение и поведение, является предметом некоторых дискуссий.
В большей части современного мира сексуальная идентичность и сексуальная ориентация определяются на основе пола партнера, к которому человек испытывает сексуальное и романическое влечение. Однако в некоторых частях мира сексуальность часто определяется обществом на основе сексуальных ролей, независимо от того, является ли человек проникающим или подвергается проникновению, то есть роль «сверху» («актив») или роль «снизу» («пассив»).

### Причины гомосексуальности
Хотя ни одна причинно-следственная теория еще не получила широкой поддержки, существует значительно больше доказательств, подтверждающих несоциальные причины сексуальной ориентации, чем социальные, особенно для мужчин. Эти доказательства включают в себя межкультурную корреляцию гомосексуальности и гендерного несоответствия в детстве, умеренные генетические влияния, обнаруженные в исследованиях близнецов, доказательства пренатального гормонального воздействия на организацию мозга, эффект братского порядка рождения и открытие того, что в редких случаях, когда младенцы мужского пола воспитывались как девочки из-за физического уродства или по другим причинам, они, тем не менее, испытывали влечение к женщинам.
Предполагаемые социальные причины подтверждаются лишь слабыми доказательствами, искаженными многочисленными мешающими факторами. Кросс-культурные данные также больше склоняются к несоциальным причинам. Культуры, которые очень терпимы к гомосексуальности, не имеют значительно более высоких показателей гомосексуальности ни среди мужчин, ни среди женщин. Гомосексуалы относительно часто встречаются среди мальчиков в британских однополых школах-интернатах, но взрослые британцы, посещавшие такие школы, не более склонны к гомосексуальному поведению, чем те, кто этого не делал. Кроме того, народ симбари (также известный как симбари анга), проживающий в провинции Восточное нагорье Папуа-Новой Гвинеи, придерживается древней традиции, которая ритуально требует, чтобы мальчики занимались сексом с другими мальчиками в подростковом возрасте, прежде чем они получат какой-либо доступ к женщинам, однако большинство из этих мальчиков становится гетеросексуальными.
До конца не понятно, почему гены гомосексуальности или позволяющие ей развиваться, какими бы они ни были, сохраняются в генофонде. Одна из гипотез связана с родственным отбором, предполагающим, что гомосексуалы вкладывают достаточно большие средства в своих родственников, чтобы компенсировать затраты на то, чтобы не воспроизводить столько потомства. Это не было подтверждено исследованиями в западных культурах, но несколько исследований на Самоа нашли некоторую поддержку этой гипотезе. Другая гипотеза включает сексуально антагонистические гены, которые вызывают гомосексуальность, когда экспрессируются у мужчин, но увеличивают размножение, когда экспрессируются у женщин. Исследования как в западных, так и в иных культурах нашли подтверждение этой гипотезе.
Была выдвинута гипотеза, что гомосексуальное поведение само по себе может быть адаптацией для однополой принадлежности или создания брачных союзов, хотя эта склонность будет генетически варьироваться у разных людей и чаще встречается, когда конкуренция за партнерш особенно жесткая. Эволюционный психолог Дэвид Басс раскритиковал эту гипотезу, заявив, что нет никаких доказательств того, что большинство молодых людей в большинстве культур использует гомоэротическое поведение для установления союзов. Кроме того, по его мнению, вместо этого нормой является то, что однополые союзы не должны сопровождаться какой-либо сексуальной активностью. Кроме того, он утверждает, что нет никаких доказательств того, что мужчины, которые занимаются гомоэротическим поведением, преуспевают больше, чем другие мужчины, в создании союзов или повышении социального статуса. Другие исследователи также раскритиковали его, отметив, что:
- межкультурные данные о сексуальных практиках отрывочны и неравномерны;

- что нет необходимости предполагать, что гомосексуальное поведение в большей степени, чем любое другое сексуальное поведение, подвергается прямому отбору, а не является нейтральным побочным продуктом;
- что гипотеза игнорирует существование сексуальной ориентации;
- что это противоречит выводам о том, что по поведенческим критериям гомосексуалы или бисексуалы имеют гораздо более низкие показатели отцовства;
- что приматы с гомосексуальным поведением не являются однородным явлением, и оно варьируется внутри и между видами;
- и что, поскольку однополые сексуальные партнеры выбираются на основе сексуальных эмоций (в отличие, например, от бонобо), союзы такого рода будут возникать только так часто, как взаимное и сексуальное влечение, и такая изменчивость, по-видимому, указывает на отсутствие замысла естественного отбора.